# Памятник школьной парте
Памятник школьной парте — скульптурная композиция из бронзы, установленная в столице Республики Польша городе Варшаве по адресу: набережная Костюшко, дом 35.
Школьная парта образца первой половины XX века в натуральную величину установлена 19 ноября 2010 года перед зданием Союза польских учителей в честь 105-летия союза и в ознаменование открытия 40 национального конгресса делегатов союза. В торжественном открытии памятника участвовали премьер-министр Польши Дональд Туск, вице-премьер Вальдемар Павляк, мэр Варшавы Ханна Гронкевич-Вальц. По замыслу скульптора Войцеха Гриневича, композиция призвана вызывать у прохожих воспоминания о школьных годах, учителях и проделках юности.
Двойная школьная парта представляет собой копию парты 1905 года, находящейся ныне в музее Союза польских учителей в Пиляшкуве. Копия выполнена с большой тщательностью и вниманием к деталям. На столешнице находятся прописи, перьевая ручка, стопка книг, перевязанная ремнём, громоздкие школьные счёты, чернильница в предназначенном для неё углублении. На спинке сидения неизвестный первоклассник вырезал сердце, пронзённое стрелой. Такой же символ признания в любви есть и в прописях.